# Jägala
Jägala ist ein kleiner estnischer Ort in der Gemeinde Jõelähtme und gehört zum  Kreis Harju. Er liegt am gleichnamigen Fluss etwa 30 km ostwärts von Tallinn.
Wenige Kilometer nördlich befindet sich eine Anschlussstelle an der Põhimaantee 1.
Das KZ Jägala war in den 1940er Jahren ein Lager estnischer Sicherheitsbehörden.
Koordinaten: 59° 25′ N, 25° 14′ O